# Leioproctus asper
Leioproctus asper är en biart som beskrevs av Maynard 1997. Leioproctus asper ingår i släktet Leioproctus och familjen korttungebin. Inga underarter finns listade i Catalogue of Life.